# Laphria empyrea
Laphria empyrea là một loài ruồi trong họ Asilidae. Laphria empyrea được Gerstaecker miêu tả năm 1862.